# Rovdyr
Rovdyr (El placer de la caza, en España) que significa depredador en su idioma de origen, es una película slasher de supervivencia noruega del 2008, dirigida por Patrik Syversen y coescrita por Nini Bull Robsahm y el anterior. El film sigue a un grupo de amigos que, en el descanso de su viaje por el bosque, son secuestrados y llevados al claro de un bosque por unos hombres que planean utilizarlos para su más fresco juego de cacería. 
La película tuvo su estreno el 4 de enero de 2008 en Noruega, siendo distribuida por Fender Film y Euforia Film. Recaudó alrededor de un millón de dólares estadounidenses, y obtuvo reseñas críticas mixtas que elogian su distinción innovadora con otros films de terror, pero que juzgan su débil guion y la falta de personajes agradables.

## Argumento
Cuatro amigos, Camilla, Roger, Mia y Jørgen, van pasar el verano de 1974 viajando en su furgoneta por el bosque. Deciden descansar en una parada, en donde realizan escándalo y deben irse. En el camino recogen a una mujer que les advierte que no sigan más allá por la carretera, pero ellos no le hacen caso. De un momento a otro los chicos se encuentran en el corazón del bosque, donde hay cazadores que van buscándoles para matarlos, de los cuales tienen que huir.

## Reparto
- Enriette Bruusgaard como Camilla.
- Jorn Gee como Roger.
- Nini Robsahm como Mia.
- Kristofer Hivju como Jørgen.